# Otto Ernest Weber
Otto Ernest Weber (n. 5 aprilie 1921, Făgăraș – d. 2 august 2001, București) a fost un politician român, membru al Camerei Deputaților în legislaturile din perioada 1990-2000, ales în municipiul București pe listele Partidului Ecologist Român, respectiv CDR. În legislatura 1996-2000 a fost viceliderul grupului parlamentar PNȚCD-Civic Ecologist și vicepreședintele Comisiei pentru Drepturile Omului, Culte și Minorități. Totodată a îndeplinit funcția de președinte al grupurilor parlamentare de prietenie România-Austria și România-RFG.